# 郑金莲
郑金莲，《罪惟錄》作鄭黃兒，原名鄭王女兒，明朝郑旺妖言案的主要涉案人之一，有可能是明孝宗的选侍。
郑旺（《罪惟錄》作鄭玉）是武成卫的一名退伍士兵，女儿郑金莲，因家贫12岁时被卖做婢女。后又辗转卖进了皇宫，部分野史（《罪惟錄》）記載弘治帝奉太皇太后周氏之命临幸了她。郑旺通过关系，与宦官刘山交往，时常托他将一些时鲜水果等物送入宫中女儿手中，郑金莲也托刘山送些衣物给郑旺。郑旺拿着宫中的衣物四处炫耀，吹嘘女儿得皇帝的恩宠。别人讨好他，就称他为“郑皇亲”。张皇后生下太子后，就有流言说皇子其实是郑金莲所生，数百人相信并前来贿赂郑旺。郑旺到仁和公主的驸马齐世美（弘治帝的妹夫）家里夸耀，驸马家也相信了他是真的皇亲，郑旺等人遂广做声势，风声传到宫中。
弘治十七年（1504），孝宗命人将郑旺、刘山等人捉拿到官进行亲自御审，刘山被处死，郑旺以妖言罪、冒认皇亲罪被监禁。正德二年，郑旺再次上告并宣称“国母郑娘娘幽禁多年”等，被凌迟处死。郑金莲的结局有多種說法，有指她獲判無罪，於宮中侍奉太后王氏終老。亦有指她被送入浣衣局為婢，但得到局中婢僕禮待。